# Slovakiet ved vinter-OL 2018
Slovakiet deltager i vinter-OL 2018 i Pyeongchang, Sydkorea i perioden 9. – 25. februar 2018.

## Deltagere
Følgende atleter vil deltage i nedennævnte sportsgrene: 
| Sportsgren     | Herrer | Damer | Total |
| -------------- | ------ | ----- | ----- |
| Alpint skiløb  | 3      | 4     | 7     |
| Ishockey       | 25     | 0     | 25    |
| Kunstskøjteløb | 1      | 2     | 3     |
| Kælk           | 4      | 1     | 5     |
| Langrend       | 3      | 2     | 5     |
| Skiskydning    | 5      | 5     | 10    |
| Snowboard      | 0      | 1     | 1     |
| Total          | 41     | 15    | 56    |

## Medaljer
| 2018 Pyeongchang | Guld | Sølv | Bronze | Total |
| Slovakiet        | 1    | 2    | 0      | 3     |

### Medaljevindere
| Medalje | Name               | Sport       | Event                   | Dato        |
| ------- | ------------------ | ----------- | ----------------------- | ----------- |
| Guld    | Anastasiya Kuzmina | Skiskydning | Kvindernes massestart   | 17. februar |
| Sølv    | Anastasiya Kuzmina | Skiskydning | Damernes jagtstart      | 12. februar |
| Sølv    | Anastasiya Kuzmina | Skiskydning | Kvindernes individuelle | 15. februar |